# Jaap van Benthem
Jacob Barend (Jaap) van Benthem (Rotterdam, 23 december 1937 – Woerden, 9 januari 2023) was een Nederlands musicoloog. Hij was vooral gespecialiseerd op het gebied van de vijftiende-eeuwse Franco-Vlaamse componisten.
Van Benthem was het oudste kind in een onderwijzersgezin. Als gevolg van het bombardement op Rotterdam werd het gezin dakloos, waarna het onderdak vond in Delft. Hier volgde hij de lagere school, terwijl hij middelbaar onderwijs in zijn geboortestad genoot. Vanaf zijn twaalfde jaar deed hij de piano-opleiding aan het Rotterdams conservatorium. Met die studie ging hij verder ook toen hij opgeleid werd tot onderwijzer. Van 1959 tot 1959 was hij pianoleerling van Jaap Callenbach. Een jaar later haalde hij zijn onderwijsbevoegdheid. Hij studeerde aansluitend muziektheorie in Utrecht bij de componisten Herman Strategier en Ton de Leeuw. In 1963 begon hij als docent muziektheorie aan het Utrechtse conservatorium, waarna benoemingen in Rotterdam en Amsterdam volgden. Vanaf 1972 doceerde hij aan de universiteit van Utrecht. Ook na zijn pensionering in 2000 bleef hij daar lange tijd actief. Zijn wetenschappelijk werk leverde een stroom aan artikelen in vaktijdschriften op, waardoor zijn naam ook ver buiten de landsgrenzen bekend werd.
Daarnaast vervulde hij een aantal bestuurlijke functies. Zo was hij onder meer vicevoorzitter van de Vereniging voor Nederlandse Muziekgeschiedenis. In die hoedanigheid stimuleerde hij tal van uitgaven, zowel van als over muziek. De vereniging benoemde hem in 2022 tot erelid, nadat zij al in 2017 een Festschrift had uitgegeven ter gelegenheid van zijn tachtigste verjaardag. Daaraan werd meegewerkt door een keur aan internationale specialisten op het gebied van de vijftiende-eeuwse muziek. In deze uitgave werd ook een lijst met al zijn publicaties opgenomen.
Met name Josquin des Prez had zijn speciale belangstelling. Hij schreef talrijke artikelen over de componist en verzorgde samen met Howard M. Brown deel 27 van de New Josquin Edition, waarin de driestemmige wereldlijke werken van de componist werden uitgegeven. Ook de missen van Johannes Ockeghem verschenen vanaf 1994 in een door hem geredigeerde nieuwe uitgave.
Hierna werkte Van Benthem aan de herontdekking van de weinig bekende Renaissance-componist Johannes Tourout. Ten tijde van zijn overlijden waren vier delen van diens werk heruitgegeven en was Van Benthem voor een groot deel klaar met het vijfde en laatste deel, dat kort na zijn dood werd gepubliceerd.
Een ander specialisme was de muziek van Nederlandse componisten uit de periode 1880-1940. Zo schreef hij mee aan een biografie van Johan Wagenaar en was hij nauw betrokken bij de uitgave van de brieven en documenten van Alphons Diepenbrock.
Jaap van Benthem was getrouwd met de sopraan Louise de Koning.
Hij werd 85 jaar oud.